# Semecarpus brachystachys
Semecarpus brachystachys är en sumakväxtart som beskrevs av Merrill & Perry. Semecarpus brachystachys ingår i släktet Semecarpus och familjen sumakväxter. Inga underarter finns listade i Catalogue of Life.